# Tipula lobeliae
Tipula lobeliae är en tvåvingeart som beskrevs av Alexander 1956. Tipula lobeliae ingår i släktet Tipula och familjen storharkrankar. Inga underarter finns listade i Catalogue of Life.